# Diplotaxis jamaicensis
Diplotaxis jamaicensis är en skalbaggsart som beskrevs av Mont A. Cazier 1952. Diplotaxis jamaicensis ingår i släktet Diplotaxis och familjen Melolonthidae. Inga underarter finns listade i Catalogue of Life.